# Nikolaj Strachov

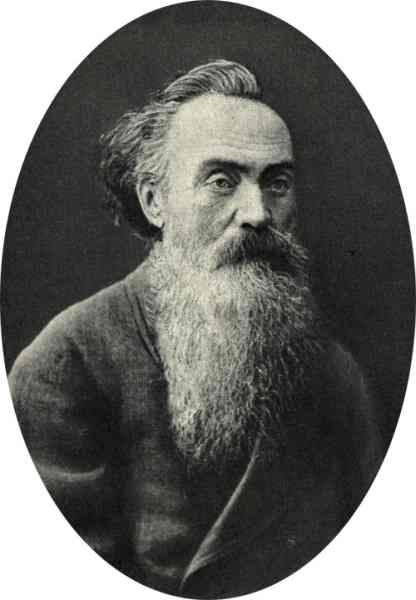
Nikolaj Strachov

Nikolaj Nikolajevitj Strachov (ryska: Николай Николаевич Страхов), född 28 oktober (gamla stilen: 16 oktober) 1828 i Belgorod, död 5 februari (gamla stilen: 24 januari) 1896, var en rysk litteraturkritiker.
Strachov 1857 filosofie doktor i Sankt Petersburg, och kallades till professor i Kazan, men lämnade statstjänsten 1861 och började sin litterära verksamhet i Fjodor Dostojevskijs och dennes brors tidskrift "Vremja" (1863). Under pseudonymen "N. Kosits" skrev han i slavofil anda polemiska artiklar mot Nikolaj Tjernysjevskij och Dmitrij Pisarev och publicerade 1863 under pseudonymen "Russkij" en studie om den polska frågan, Rokovoj vopros, som gjorde, att tidskriften förbjöds. Den blev dock åter tillåten 1864 och utgavs under namnet "Epocha". 
För sitt uppehälle ägnade sig Strachov åt översättning av utländska författare, han tillhörde redaktionen av tidskrifterna "Otetjestvennyja zapiski" och "Zarja" och var 1873-85 chef för den juridiska avdelningen i offentliga biblioteket. Hans förnämsta arbete är Krititjeskija stati ob I.S. Turgenevje i L.N. Tolstom (1885; tredje upplagan 1895). Sin filosofiska uppfattning sammanfattade han i Borba s Zapadom v nasjej literaturje (Kampen med Västerlandet i vår litteratur; tre delar, 1882-96). Dessutom skrev han en studie om Aleksandr Pusjkin (1888) och Iz istorii literaturnago nigilizma (1890).